# Farkas Ignác (színművész)
Farkas Ignác (Gyöngyös, 1959. augusztus 19.) Jászai Mari-díjas magyar színész, rendező, a zalaegerszegi Hevesi Sándor Színház örökös tagja.

## Életútja
A főiskola előtt a szegedi Minerva amatőr együttes tagja, neve többször feltűnik a Szegedi Nemzeti Színház színlapjain.
A Színház- és Filmművészeti Főiskolán 1984-ben diplomázott. Ruszt József invitálására a Zalaegerszegi Hevesi Sándor Színházhoz szerződött, ahol főiskolásként két produkcióban is szerepet kapott. Kétéves megszakítással (1986-1987 Nyíregyháza) a társulat vezető művésze.
A Színházi adattárban regisztrált bemutatóinak száma: színész:139; rendező: 10. Ugyanitt tizenhat színházi fotón is látható.

## Szerepeiből

### Színház
- Hervé: Nebáncsvirág (katona)[3]
- Molière:
- *A fösvény (Valér)[4]
- *Tartuffe (Damis)
- *Nők iskolája (Alain)
- Babel–Ruszt József: Husvét (Ljovka)
- Webster: A fehér ördög (követ)
- Nyerges András: Az ördög győz mindent szégyenleni...(Sztojka László)
- Gorkij: Nyaralók (Vlasz)
- Bohumil Hrabal: Őfensége pincére voltam
- Vörösmarty Mihály: Csongor és Tünde (Balga)
- Tersánszky Józsi Jenő: Kakuk Marci (címszerep)
- Thomas Mann–Spiró György: Mario és a varázsló (Mario)
- John Steinbeck: Egerek és emberek (George)
- Nádas Péter: Temetés (színész)
- Ken Kesey: Kakukkfészek (Randle P. McMurphy)
- Shakespeare: Lear király (Kent grófja)
- Csehov: Ványa bácsi (Asztrov)
- Hubay Miklós: Ők tudják mi a szerelem (Hektor)
- Tóth Ede: A falurossza (Göndör Sándor)
- Eisemann Mihály–Zágon István: Fekete Péter (Lucien Ouvrier)
- Miller: A salemi boszorkányok (Parris tiszteletes)
- Rideg Sándor: Indul a bakterház (Buga Jóska)
- Molnár Ferenc: Az üvegcipő (Sipos)
- Szabó Magda: Az ajtó (professzor)
- Dobozy Imre–Vajda Anikó–Vajda Katalin: Villa Negra (tamburás)
- Gádor Béla–Tasnádi István: Othello Gyulaházán (Barnaki László)
- Szigligeti Ede: Liliomfi (szellemfi; Schwartz)
- Füst Milán: Boldogtalanok (Húber Vilmos)
- Egressy Zoltán: Portugál (kocsmáros)[5]

### Film - tévéjáték
- Rohamsisakos Madonna (1982)
- Erdély aranykora (1989)
- Boldog ünnepeink (1991)
- Kisváros (1997)
- Komédiások – Színház az egész... (2000)
- Legyetek szeretettel (2023)

## Díjai, elismerései
- Forgács-gyűrű (1989)
- Jászai Mari-díj (1997)
- Színházbarátok Köre-díja (1998).
- Máriáss-díj (1999, 2000)

## Hang és kép
- Valahol Európában - A zene az kell
- Boldogtalanok